# Josef Kühschelm
Josef Kühschelm, též Joseph Kühschelm (27. července 1855 Ulrichskirchen, Dolní Rakousy – 11. ledna 1908, Guntersdorf) byl rakousko-uherský politik, římskokatolický duchovní, poslanec Říšské rady a Dolnorakouského zemského sněmu.

## Životopis

### Mládí
Pocházel z chudé selské rodiny. Otec Ferdinand Kühschelm byl zde uváděn jako malodomkář. Josef Kühschelm v roce 1868 vstoupil do chlapeckého semináře v Hollabrunnu a roku 1874 maturoval s vyznamenáním na piaristickém gymnáziu ve Vídni a teologii na Vídeňské univerzitě.

### Církevní dráha
Dne 25. července 1878 ho kardinál Johann Baptist Rudolf Kutschker vysvětil na kněze. Nejprve působil v období let 1878–1881 jako kaplan ve farnosti Hausleiten poblíž Stockerau. Roku 1881 nastoupil jako studijní prefekt do nově založeného chlapeckého semináře v Hollabrunnu. Od 13. května 1886 byl farářem v Guntersdorfu, kde pak žil až do své smrti. Roku 1900 se stal prozatímním děkanem v Sitzendorf an der Schmida a zodpovídal za 28 farností.

### Veřejná a politická činnost
Byl aktivní i v katolickém spolkovém životě. Nejprve přikročil k opravě kostela a roku 1893 zřídil místní katolický spolek Herz-Jesu-Bruderschaft. Zakládal katolická čtenářská sdružení. Vzdělával rolnické obyvatele v jejich znalostech v zahradnictví a chovu včel, v čemž využil své znalosti coby dítěte ze zemědělské rodiny. Roku 1894 založil štěpařskou školku. Doporučoval v obci budovat kanalizací a provést regulaci potoka. Propagoval sdružování dolnorakouských rolníků, zakládal spořitelny v Rakousku a podporoval výstavbu hospodářských skladů a založení zimní hospodářské školy v Hollabrunnu.
V souladu s dobovou tendencí katolického kléru byl aktivní i v politice. Ve volbách roku 1901 byl za Křesťansko-sociální stranu zvolen poslancem Říšské rady (celostátní parlament) za kurii venkovských obcí, obvod Korneuburg, Floridsdorf, Stockerau atd. (podle jiného zdroje byl volební okrsek popisován jako Korneuburg-Oberhollabrunn). V Říšské radě setrval do konce jejího funkčního období, tedy do roku 1907.
28. září 1902 byl zvolen též poslancem Dolnorakouského zemského sněmu za okrsek Haugsdorf-Oberhollabrunn.
Těžká volební kampaň před volbami do Říšské rady roku 1907 ho připravila o síly. Byl opětovně zvolen do Říšské rady (zvolen za volební okrsek Dolní Rakousy 57) i zemského sněmu, ale v té době již byl vážně nemocen. Zemřel v lednu 1908. Pohřebního obřadu se zúčastnily desítky kněží.
Stal se čestným občanem 52 obcí a od roku 1904 byl držitelem Řádu Františka Josefa.